# Nyírpilis
Nyírpilis község Szabolcs-Szatmár-Bereg vármegyében, a Nyírbátori járásban.

## Fekvése
A vármegye és a Nyírség dél-délkeleti részén fekszik, nem messze a térség egyik legfontosabb természetvédelmi értékének számító bátorligeti ősláptól. A környező városok közül Nyírbátor 8,5, Mátészalka 28,5, Nagykálló 30,5, Nyírbogát 15,5, a kisebb települések közül Encsencs 9, Piricse 3,5 kilométer távolságra található.
A közvetlen szomszédos települések: észak felől Nyírvasvári, délkelet felől Bátorliget, délnyugat felől Piricse, északnyugat felől pedig Nyírbátor.

### Megközelítése
Zsáktelepülésnek tekinthető, mivel közúton csak egy útvonalon érhető el, Piricse északi része felől, a Nyírbátor-Nyírábrány közti 4906-os útból kiágazó 49 129-es számú mellékúton. Az ország távolabbi részei felől a Debrecen-Mátészalka közti 471-es főút felől közelíthető meg a legegyszerűbben, nyírbátori letéréssel.
Vasútvonal nem érinti, a legközelebbi vasúti csatlakozási lehetőséget a Apafa–Mátészalka-vasútvonal és a Nyíregyháza–Mátészalka–Zajta-vasútvonal közös szakaszának Nyírbátor vasútállomása kínálja, bő 10 kilométerre északnyugatra.

## Története
A települést az oklevelek csak 1324-ben említik először, nevét ekkor Pylys-nek írták, 1418-ban pedig a leleszi országos levéltár oklevele is említette Pilis néven.
Birtokosai a fellelhető adatok alapján a Kaplon nemzetség tagjai voltak.
1327-ben a Kaplon nemzetségbeli Pilisi István fiának II. Andrásnak a birtoka volt. 
A 14. század közepén Pilis birtoklásáért több család is pereskedett, így a Bessenyei, Iklódy és Ebédi családok is.
1598-ban Bessenyei György itteni zálogos birtokrészét átadta Bátor mezőváros-nak.
A településnek a 18. század és a 20. század elejéig több birtokosa is volt, többek közt birtokos volt itt a báró Horváth, Gróf Károlyi Gyula, gróf Csíky, gróf Péchy, Irinyi, Mandel és az Erdős családok is.
1773-as összeíráskor lakosai nagyrészt ruszinok voltak.
A 20. század elején Szabolcs vármegye nyírbátori járásához tartozott.
Dűlőnevei közül az 1900-as évek elején még ismertek voltak a következők: Pokol dülő, Lógató, Földvár, Franciahegy, Hushagyóhegy, Csengős

## Népesség
A település népességének változása:
| Lakosok száma | 798  | 843  | 880  | 924  | 724  | 955  | 955  |
|               | 2013 | 2014 | 2015 | 2021 | 2022 | 2023 | 2024 |

1910-ben 1356 lakosából 1350 magyar volt. Ebből 138 római katolikus, 1025 görögkatolikus, 138 református volt.
2001-ben a település lakosságának 77%-a magyar, 23%-a cigány nemzetiségűnek vallotta magát.
A 2011-es népszámlálás során a lakosok 96,9%-a magyarnak, 65,8% cigánynak mondta magát (3,1% nem nyilatkozott; a kettős identitások miatt a végösszeg nagyobb lehet 100%-nál). A vallási megoszlás a következő volt: római katolikus 3,7%, református 37,3%, görögkatolikus 45%, evangélikus 0,2%, felekezeten kívüli 4,7% (9% nem válaszolt).
2022-ben a lakosság 98,9%-a vallotta magát magyarnak, 27,3% cigánynak, 0,6% románnak, 0,6% örménynek, 0,4% szlováknak, 0,3% görögnek, 0,3% szerbnek, 0,1-0,1% németnek, ruszinnak és szlovénnek, 0,1% egyéb, nem hazai nemzetiségűnek (1,1% nem nyilatkozott; a kettős identitások miatt a végösszeg nagyobb lehet 100%-nál). Vallásuk szerint 0,7% volt római katolikus, 11,6% református, 59,3% görög katolikus, 0,3% egyéb keresztény, 2,5% felekezeten kívüli (24,7% nem válaszolt).

## Közélete

### Polgármesterei
- 1990–1994: Kiss László (független)[6]
- 1994–1998: Bélteki Gyula (független)[7]
- 1998–2002: Bélteki Gyula (független)[8]
- 2002–2006: Bélteki Gyula (független)[9]
- 2006–2010: Bélteki Gyula (független)[10]
- 2010–2014: Beri Róbert (független)[11]
- 2014–2019: Beri Róbert (független)[12]
- 2019–202?: Beri Róbert (független)[13]
- 2022–2022: Buzás Jánosné (független)[14]
- 2022–2024: Beri Márk (független)[15]
- 2024– : Beri Márk (független)[1]

A településen 2022. június 26-án időközi polgármester-választást kellett tartani, mert a korábbi polgármesternek összeférhetetlenség miatt 2020. december 11-én el kellett hagynia posztját, mivel 2020 novemberének közepén jogerősen elítélte a bíróság egy büntetőügyben, négy évre eltiltva egyúttal a közügyektől is. (A két időpont között eltelt, szokatlanul nagy időtávot a koronavírus-járvány miatt elrendelt korlátozások indokolták, mivel a járványhelyzet fennállása alatt nem lehetett új választást kitűzni Magyarországon.) Az időközi választáson három független jelölt indult.
Az új képviselő-testület nem volt hosszú életű, 2022. szeptember 15-én feloszlott, s emiatt még az év vége előtt, 2022. december 11-én újabb választást kellett tartani a községben. A választáson a nyáron megválasztott, hivatalban lévő polgármester asszony is elindult, de alulmaradt egyik kihívójával (a községet a 2010-es években irányító Beri Róbert fiával) szemben.

## Nevezetességei
- Görögkatolikus temploma – körtemplom, a hagyományok szerint rácok építették a régi fatemplom helyére. A templomban régi, az 1700-as évekből származó festmény látható.